# André Noyelle
André Noyelle (Ieper, 29 de noviembre de 1931 - Poperinge, 4 de febrero de 2003) fue un ciclista belga, profesional entre 1953 y 1966. En 1952 ganó dos medallas de oro en los Juegos Olímpicos de Helsinki, de la prueba en línea y de la contrarreloj por equipos. 

## Palmarés
1951
- Kattekoers

1952
- Juegos Olímpicos en Ruta
- Campeonato Olímpico en Contrarreloj por equipos (con Robert Grondelaers y Lucien Victor)

1955
- 1 etapa en los Tres Días de Amberes
- 1 etapa en el Tour de l'Ouest

1957
- Gran Premio Ciudad de Vilvoorde
- Circuito de Flandes Central
- 1 etapa en la Dwars door Vlaanderen
- Elfstedenronde

1959
- Gran Premio de Fourmies

1960
- Ostschweizer Rundfahrt

1961
- Circuito de Flandes Occidental
- Roubaix-Cassel-Roubaix

1963
- Omloop van de Vlasstreek

1964
- Gran Premio Pino Cerami

1965
- Circuito de la Frontera

### Resultados en la Vuelta a España
- 1956. Abandona (2º etapa)